# Chorisoneura castanea
Chorisoneura castanea es una especie de cucaracha del género Chorisoneura, familia Ectobiidae. Fue descrita científicamente por Rocha e Silva en 1971.
Habita en Brasil.